# Järnvägsolyckan i Ställdalen
Järnvägsolyckan i Ställdalen skedde strax söder om Ställdalen den 13 januari 1956.

## Händelseförlopp
20 personer omkom i olyckan, flera av dem skolungdomar på väg hem från skolan i Kopparberg, när ett skenande malmtåg från Grängesberg kolliderade med ett norrgående motorvagnståg. Malmtåget hade förlorat bromsförmågan på grund av att tryckluftledningen mellan lok och första vagn av misstag inte kopplats in efter tillkoppling av lok. En varning hann skickas till stationen i Ställdalen men man hann inte växla in malmtåget på ett stickspår och därmed var olyckan ett faktum. Malmtågsloket var av typen Ma med nummer 405. Loket levererades till TGOJ 1954. Det är museilok hos SKÅJ sedan 2013.
Ett minnesmärke restes av ortsbefolkningen 2006, 50 år efter olyckan.

## Bilder

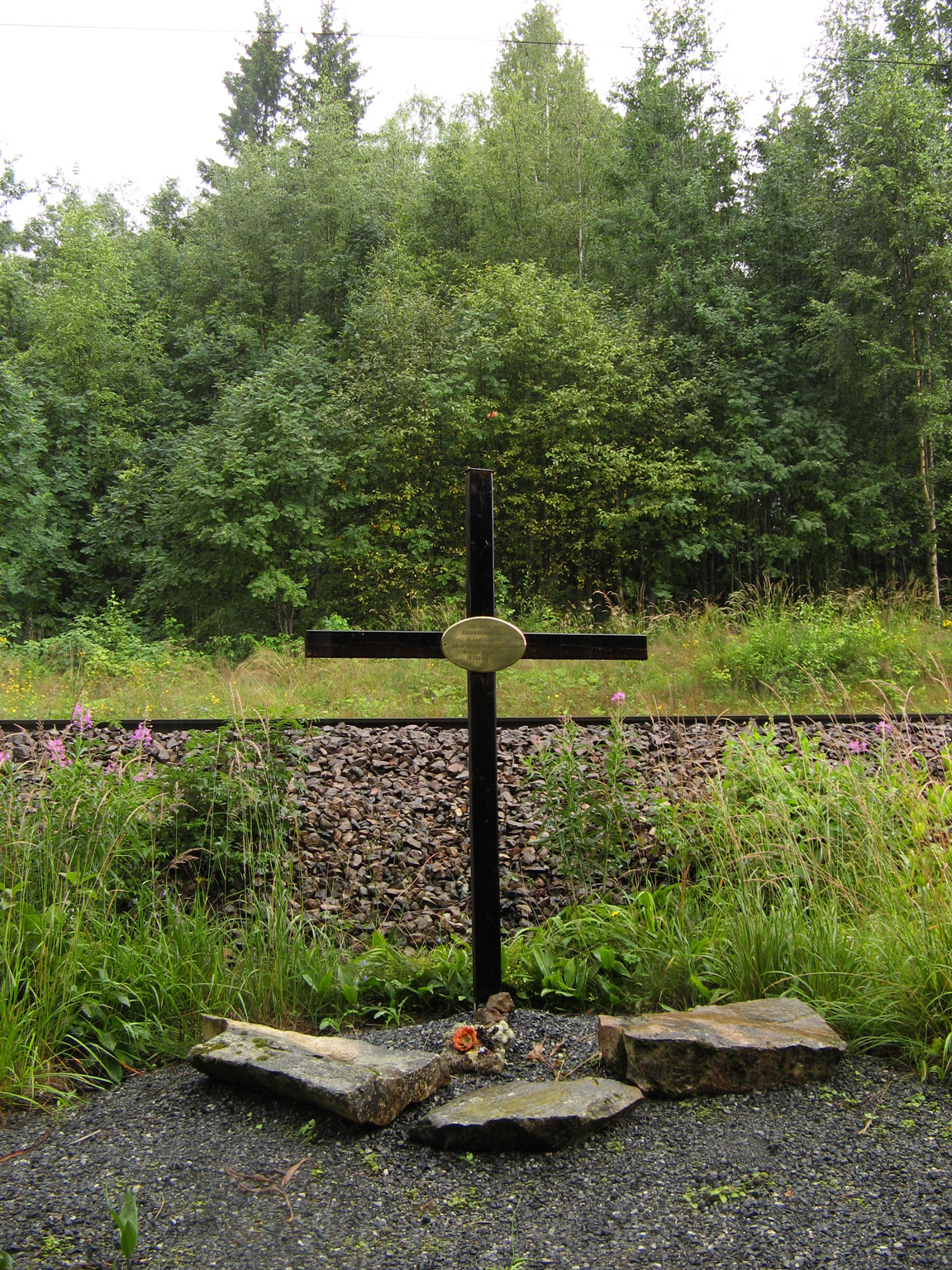
Minnesmärke på platsen för Ställdalsolyckan. Rest 2006 – 50 år efter olyckan.
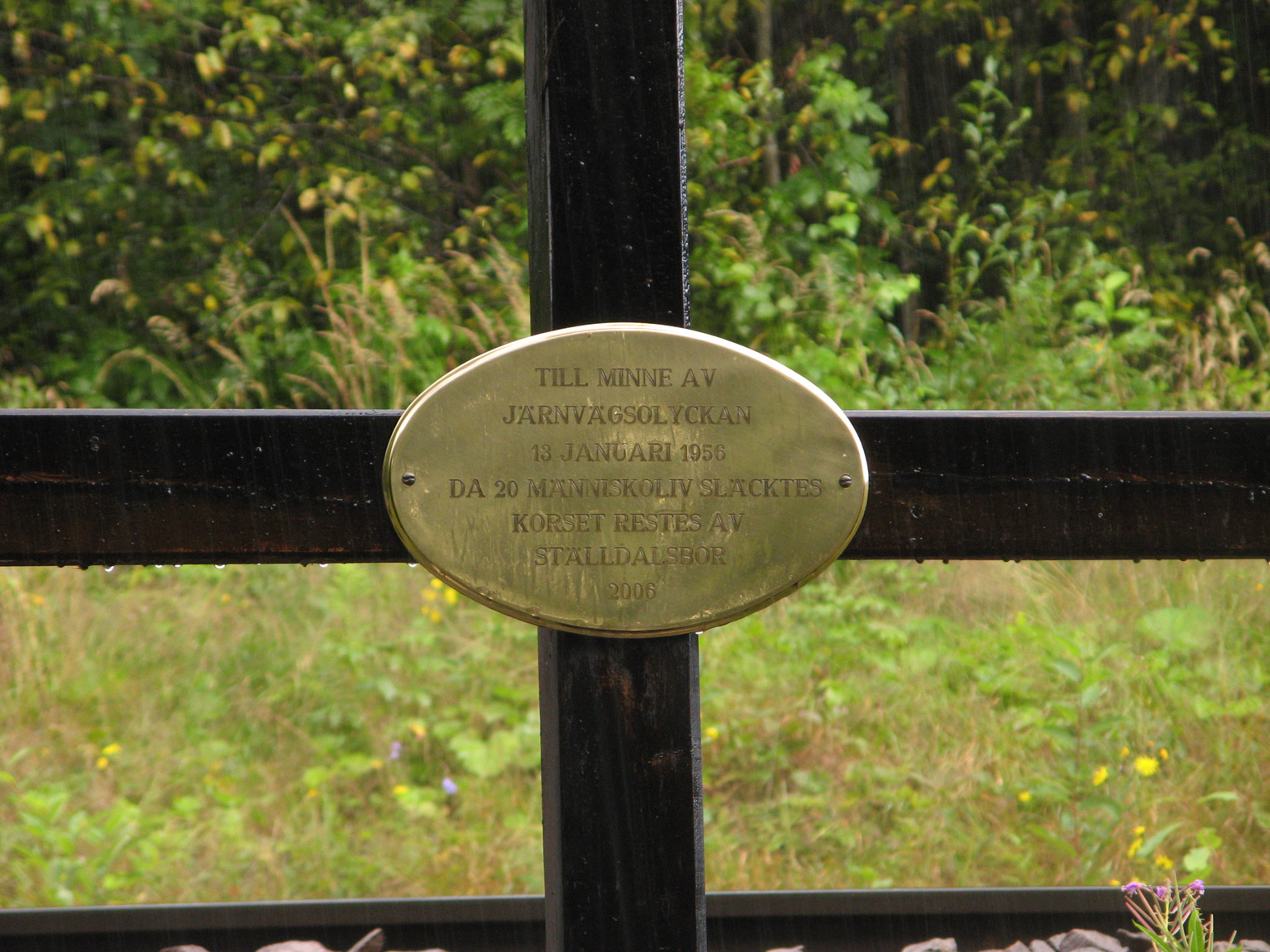
Minnesmärke på platsen för Ställdalsolyckan. Närbild på inskriptionen.
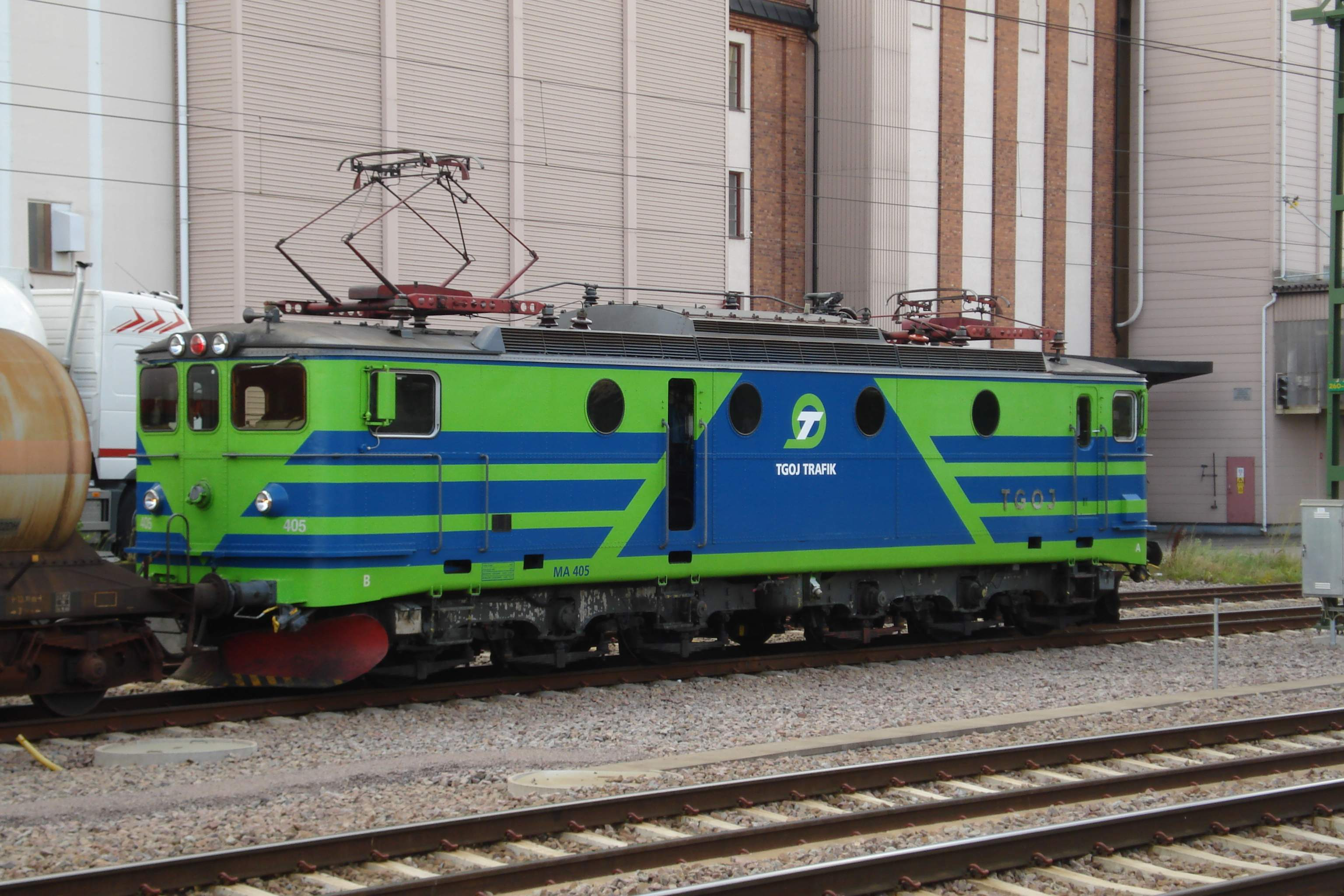
Ma 405 som var det inblandade loket i olyckan. Idag är det bevarat av SKÅJ.